# Gustaf Pallin
Gustaf Pallin, född 26 juni 1877 i Ramnäs socken, död 7 mars 1957 i Lund, var en svensk kirurg.
Gustaf Pallin var son till provinsialläkaren Carl Alfred Pallin och brorson till Rudolf Pallin. Efter mogenhetsexamen i Skara 1896 blev han medicine kandidat vid Uppsala universitet 1902, medicine licentiat vid Lunds universitet 1907 samt efter disputation 1919 medicine doktor där 1920. Efter olika förordnanden 1899–1911 blev han lasarettsläkare i Östhammar 1911, tillförordnad lasarettsläkare i Borås 1912, lasarettsläkare i Alingsås 1915 och var överläkare vid Kristianstads lasaretts kirurgiska avdelning 1923–1942. Han var docent i kirurgi vid Lunds universitet 1919–1922 och tillförordnad professor i ämnet där 1923. Han företog flera studieresor i Europa och USA. Pallins skrifter berörde främst kirurgiska ämnen.